# BorsodChem Zrt.
A Borsodchem Zártkörűen Működő Részvénytársaság, rövidített nevén BorsodChem Zrt. magyar vegyipari nyersanyaggyártó cég, amelynek székhelye Kazincbarcikán található. A Borsodi Vegyi Kombinát jogutója, a Wanhua Chemical Group európai tagja. Izocianátokra (MDI, TDI), PVC és klór-lúg (vinil) termékek gyártására szakosodott vállalat. A fő gyártóüzem Kazincbarcikán található, de a termelést más európai gyártóüzemekben is folytatnak, úgymint a csehországi Ostravában és a lengyelországi Kędzierzyn-Koźléban. Számos fióktelep van Magyarországon, Belgiumban, a Cseh Köztársaságban, Horvátországban, Olaszországban és Lengyelországban. 2008-ban Gödöllőn új K + F és műszaki támogatási központot hoztak létre.
A Coface CEE Top 500 rangsor szerint 2021-ben és 2022-ben Magyarország 10. illetve 9. és Közép- és Kelet-Európa 66., illetve 68. legnagyobb forgalmú vállalata volt.

## Története

### Kezdetek
A BorsodChem elődje, a Borsodi Vegyi Kombinát (BVK) létrehozását az 1949 végén elfogadott első ötéves terv részeként a borsodi szénre, a Sajó vízére, az út és a vasút közelségére alapozva határozták el. Az új iparvidéken szénosztályozó, kokszolómű, széntüzelésű erőmű és barnaszén alapú vegyi üzem (nitrogénmű), valamint a kiszolgáló művek megépítéséről hoztak döntést egymilliárd forintos költségelőirányzat mellett. Az óriásberuházás 1950 és 1955 között valósult meg, 1955. december 10-én avatták fel. Az ország akkori legnagyobb ipari létesítménye lett, melyet a Borsodi Ipari Tröszt, a Borsodi Kokszművek és a Sajó-menti Vegyiművek egyesítésével hozták létre. Először csak nitrogénalapú műtrágya gyártásával foglalkoztak, később ammóniával, nitrittel és karbamiddal bővült a termékpalettájuk. A kivitelezés során elkövetett hiányosságok és hibák 3 éven keresztül hátráltatták a folyamatos termelés megkezdését.

### PVC-korszak
Az 1963-as év a BVK életének addigi legnagyobb változásait hozta magával. Átálltak a földgázalapú szintézisgáz gyártására, ezzel párhuzamosan megszüntették a kokszbázisú működést. Fuzionáltak a Berentei Vegyi Művekkel és megindították az Olefin I. programot, melynek keretében az országban először kezdték meg hőre lágyuló polivinilklorid (PVC) gyártását. Megépíttették higanykatódos klór- és sósavüzemüket.
A nitrogénmű második bővítése 1964-ben kezdődött meg, melynek keretében a karbamidüzemük építését is megindították. Megkezdték egy kaprolaktám üzem felépítését is, mely aztán 4 év múlva állt üzembe. 1969-ben helyezték üzembe a szintén PVC-port gyártó PVC-II Gyárat. A BVK ekkorra létszámát tekintve a magyarországi vegyipar 6. legnagyobb vállalata lett.
Egy évi 150 ezer tonna PVC előállítására képes modern műanyaggyár épült fel 1971-re. Ez lett az addigi legnagyobb magyarországi vegyipari beruházás. Három évvel később egy új PVC-gyár építésével (PVC III.) folytatódott a bővítés, ez az üzem már a földgáz helyett kőolajra épült, és a Tiszai Vegyi Kombináttól vásárolt etilént dolgozta fel. Az 1980-as évek elejétől nagy hangsúlyt fektettek a műanyag-feldolgozásra. 1983-ban üzembe helyezték a keverő üzemet és a PVC-ablakot gyártó üzemrészt, a program utolsó üzemeit, és befejeződött a foszgénüzem szerelése.

## BorsodChem

### Tőzsdetagság Budapesten és Londonban
1991. augusztus 1-én az átalakult BVK-ból jött létre a BorsodChem Rt.
A BorsodChem Magyarország egyik legnagyobb vegyipari vállalatává vált, 1996-ban Magyarországról elsőként regisztráltatta részvényeit a Budapesti Értéktőzsde mellett a Londoni Értéktőzsdén is. 2000-ben megvásárolta a Tiszai Vegyi Kombinát Rt. részvényeinek 28,5 százalékát, melyet később továbbértékesített a MOL-nak.

### A 2000-es M&A eset
Egy Írországban bejegyzett offshore társaság, a Milford Holdings 2000-ben 24,7% -os részesedést vásárolt, melyet aztán eladott a CIB-nek, a Banca Commerciale Italiana magyar leányvállalatának. Az ügyben a Vienna Capital Partners is részt vett. Az M&A (Mergers and Aquisitions) ügylettel kapcsolatban a magyar miniszterelnök vizsgálatot kezdeményezett.

### Wanhua Industrial Group
2006-ban a vállalat többségi tulajdonát a Permira kockázati tőkealap szerezte meg, mely a következő évben kivezette a tőzsdéről. 2011 óta BorsodChem Zrt-t  a világ leggyorsabban növekvő poliuretán alapanyaggyártó és  –értékesítő vállalatcsoportja, a kínai Wanhua Industrial Group irányítja.
A BorsodChem ma Magyarország vezető vegyipari társasága és Európa egyik meghatározó MDI, TDI és PVC alapanyag–előállítója és vezető speciális vegyipari termékek gyártója.

### Fejlesztések
2018 végén barnamezős beruházásra határozta el magát a BorsodChem. Kazincbarcikai telephelyén olyan anilingyár építésébe kezdett, amely működésével az anyacégétől, a kínai Wanhuától kevesebb alapanyagot kell vásárolnia. A 142,2 millió eurós költségből 45 milliót fedez a magyar állami támogatás. A gyár átadása 2021-ben várható. Az új üzem indításával a társaság mintegy ötven új munkahelyet teremt.

### Újra a tőzsdén
A Wanhua Industrial Group utódja, a Wanhua Chemical Group, 2019-ben a BorsodChem részvényeit átvette és tőzsdére vitte.

## Közigazgatási változások
A BVK megalakulásának és az idevonzott hatalmas számú, többségében ide is települt munkaerőnek köszönhetően Kazincbarcika városi rangot kapott és az egyik első, úgynevezett „szocialista város” lett 1954-ben.
Az 1954-ben Kazincbarcikához csatolt falu, Berente számos lakosa nehezményezte, hogy a gyár által fizetett helyi adóknak csak kis részét kapják meg. Ez aztán Berente 1999-es elszakadását eredményezte.

## Díjai, elismerései
- EcoVadis Arany medál (2019)[13]
- EcoVadis Platina medál (2021)[14]

## Külső honlapok
- Wanhua honlap Archiválva 2017. április 28-i dátummal a Wayback Machine-ben
- BorsodChem PU honlap Archiválva 2020. június 1-i dátummal a Wayback Machine-ben
- BorsodChem PVC honlap Archiválva 2017. április 29-i dátummal a Wayback Machine-ben
- Wanhua Group honlap

## Fordítás
- Ez a szócikk részben vagy egészben  a   BorsodChem című angol Wikipédia-szócikk ezen változatának fordításán alapul.  Az eredeti cikk szerkesztőit annak laptörténete sorolja fel. Ez a jelzés csupán a megfogalmazás eredetét és a szerzői jogokat jelzi, nem szolgál a cikkben szereplő információk forrásmegjelöléseként.